# 維克托·林德洛夫
维克托·约根·尼爾松·林德洛夫（瑞典語：Victor Jörgen Nilsson Lindelöf，發音：[ˈvɪk.tɔr ˈlɪn.dɛˌløːv]；1994年7月17日—）是瑞典職業足球員，司職後衛，曾時效力英超球隊曼聯及瑞典國家足球隊。

## 球會生涯

### 早期
林德洛夫青年時期曾加入弗蘭卡、韋斯特羅斯競技、韋斯特羅斯等青年隊。

### 韋斯特羅斯
2010年9月，林德洛夫在韋斯特羅斯對佛瓦德時首次上場，該場比賽韋斯特羅斯以3-0取勝。由於林德洛夫在2010年賽季的表現，幫助韋斯特羅斯在賽季後獲得升級至瑞典足球超甲級聯賽的資格。

### 本菲卡
2011年12月1日，林德洛夫與葡甲球會本菲卡簽署合同，並在2015年6月8日將合同期限延伸至2020年。在2012年至2013年賽季期間，林德洛夫待在本菲卡青年隊，並在該季協助本菲卡在葡萄牙全國青年錦標賽獲得冠軍。2013年10月19日，林德洛夫在葡萄牙盃本菲卡對辛方伊時首次上場，該場比賽本菲卡以1-0取勝。在2013年至2014年賽季期間，林德洛夫待在本菲卡B隊，共出賽33次，進2球。林德洛夫在2015年至2016年賽季回到本菲卡，並在2015年至2016年葡萄牙聯賽盃對國民時上場，該場比賽本菲卡以1-0取勝。2016年2月16日，林德洛夫在2015–16年歐洲冠軍聯賽淘汰賽對圣彼得堡泽尼特首回合時以先發身份上場，他打滿全場90分鐘，也助本菲卡以1-0取勝。4天後，林德洛夫在葡超聯賽本菲卡對費雷拉柏高斯時首次於本非卡進球，該場比賽本非卡以3-1取勝。

### 曼聯
2017年6月10日，曼聯宣布以3500萬歐元轉會費，另有最高1000萬歐元浮動條款，與林德洛夫達成加盟協議，隨後更宣布只等林德洛夫體檢通過，即可生效該協議。6月14日，林德洛夫在特拉福德訓練中心通過體檢，隨後簽下一份為期4年的合同，並有期滿後再續1年的選項。曼聯官方在簽署後宣布林德洛夫的合同在7月1日開始生效。
他在2017年UEFA超級杯對陣皇家馬德里的比賽中首次亮相；然而，他在10月14日對陣利物浦的比賽中首次在英超亮相。他於2019年1月29日對陣般尼時射入他首個進球。
2019年9月，林德洛夫簽署了一份新合約，直到2024年。

## 國際賽生涯
2014年10月14日，林德洛夫於2015年歐洲U-21足球錦標賽資格附加賽瑞典對法國次回合上場，該場比賽瑞典以4-1取勝。
雖然林德洛夫一開始沒有入選2015年歐洲U-21足球錦標賽決賽圈瑞典隊參賽名單內，但因原本在名單內的後衛埃米利·克拉夫斯背傷無法上場，於2015年6月15日取代克拉夫斯入選名單。在比賽期間，林德洛夫在首場瑞典對義大利時，以替補身份上場，該場比賽瑞典以2-1取勝。6月30日，瑞典在決賽對葡萄牙時以0-0進入PK大戰，林德洛夫在PK戰第5個名額時踢進球，助瑞典在PK戰中以4-3取勝，並贏得該屆冠軍。林德洛夫也被提名至2015年歐洲U-21足球錦標賽最佳陣容。
2016年3月，在瑞典對土耳其與捷克的友誼賽時，林德洛夫首次入選瑞典隊參賽名單。然而在對土耳其的比賽當中，瑞典最後以1-2落敗。
林德洛夫後來入選2016年歐洲國家盃瑞典隊參賽名單，並在小組賽3場比賽皆以先發身份上場。2016年夏季奧林匹克運動會期間，林德洛夫入選瑞典隊35人參賽名單，然而他最後沒有進入18人決賽圈名單。
2021年6月14日，林德洛夫在2020年歐洲國家盃瑞典對上西班牙1-1平局的比賽表現十分出色，当选海尼根欧洲杯之星。

## 生涯數據

### 球會
最後更新：2017年5月28日
| 球會       | 賽季     | 聯賽 | 聯賽 | 盃賽 | 盃賽 | 聯賽盃 | 聯賽盃 | 歐洲賽事 | 歐洲賽事 | 總計 | 總計 |
| 球會       | 賽季     | 出賽 | 進球 | 出賽 | 進球 | 出賽   | 進球   | 出賽     | 進球     | 出賽 | 進球 |
| ---------- | -------- | ---- | ---- | ---- | ---- | ------ | ------ | -------- | -------- | ---- | ---- |
| 韋斯特羅斯 | 2010     | 1    | 0    | —    | —    | —      | —      | —        | —        | 1    | 0    |
| 韋斯特羅斯 | 2011     | 27   | 0    | —    | —    | —      | —      | —        | —        | 27   | 0    |
| 韋斯特羅斯 | 2012     | 13   | 0    | —    | —    | —      | —      | —        | —        | 13   | 0    |
| 韋斯特羅斯 | 總計     | 41   | 0    | 0    | 0    | 0      | 0      | 0        | 0        | 41   | 0    |
| 本菲卡B隊  | 2012–13  | 15   | 0    | —    | —    | —      | —      | —        | —        | 15   | 0    |
| 本菲卡B隊  | 2013–14  | 33   | 2    | —    | —    | —      | —      | —        | —        | 33   | 2    |
| 本菲卡B隊  | 2014–15  | 41   | 2    | —    | —    | —      | —      | —        | —        | 41   | 2    |
| 本菲卡B隊  | 2015–16  | 7    | 0    | —    | —    | —      | —      | —        | —        | 7    | 0    |
| 本菲卡B隊  | 總計     | 96   | 4    | 0    | 0    | 0      | 0      | 0        | 0        | 96   | 4    |
| 本菲卡     | 2013–14  | 1    | 0    | 1    | 0    | 0      | 0      | 0        | 0        | 2    | 0    |
| 本菲卡     | 2014–15  | 0    | 0    | 1    | 0    | 0      | 0      | 0        | 0        | 1    | 0    |
| 本菲卡     | 2015–16  | 15   | 1    | 0    | 0    | 4      | 0      | 4        | 0        | 23   | 1    |
| 本菲卡     | 2016–17  | 32   | 1    | 4    | 0    | 2      | 0      | 8        | 0        | 47   | 1    |
| 本菲卡     | 總計     | 48   | 2    | 6    | 0    | 6      | 0      | 12       | 0        | 73   | 2    |
| 生涯總計   | 生涯總計 | 185  | 6    | 6    | 0    | 6      | 0      | 12       | 0        | 210  | 6    |

### 國際賽
最後更新：2024年11月16日
| 國家隊 | 年份 | 出賽 | 進球 |
| ------ | ---- | ---- | ---- |
| 瑞典   |      |      |      |
| 2016   | 11   | 1    |      |
| 2017   | 7    | 0    |      |
| 2018   | 11   | 1    |      |
| 2019   | 4    | 1    |      |
| 2020   | 5    | 0    |      |
| 2021   | 12   | 0    |      |
| 2022   | 6    | 0    |      |
| 2023   | 8    | 0    |      |
| 2024   | 6    | 0    |      |
| 總計   | 總計 | 70   | 3    |

### 國際賽進球
比數與結果左方數字代表瑞典
| #  | 比賽日期       | 場館                       | 對手     | 進球時比數 | 結果 | 賽事                       |
| -- | -------------- | -------------------------- | -------- | ---------- | ---- | -------------------------- |
| 1. | 2016年10月10日 | 瑞典索爾納市友誼競技場     | 保加利亚 | 3–0        | 3–0  | 2018年世界盃外圍賽         |
| 2. | 2018年11月20日 | 瑞典索爾納市友誼競技場     | 俄羅斯   | 1–0        | 2–0  | 2018–19年歐洲國家聯賽B     |
| 3. | 2019年9月5日   | 法羅群島托爾斯港托爾斯球場 | 法罗群岛 | 3–0        | 4–0  | 2020年歐洲足球錦標賽外圍賽 |

## 個人榮譽

### 球會
韋斯特羅斯
- 瑞典足球甲級聯賽冠軍（1）：2010（英语：2010 Swedish football Division 1）[3]

 本菲卡
- 葡萄牙足球超級聯賽冠軍（2）：2013–14（英语：2013–14 Segunda Liga）[27]、2015–16（英语：2015–16 Segunda Liga）、2016–17年（英语：2016–17 Primeira Liga）
- 葡萄牙盃冠軍（1）：2013–14（英语：2013–14 Taça de Portugal）
- 葡萄牙聯賽盃冠軍（1）：2015–16（英语：2015–16 Taça da Liga）
- 葡萄牙超級盃冠軍（1）：2016（英语：2016 Supertaça Cândido de Oliveira）

 曼联
- 英格蘭足球聯賽盃冠軍（1）：2022–23
- 英格蘭足總盃冠軍（1）：2023–24[28]

### 國家隊
瑞典U21
- 歐洲U-21足球錦標賽冠軍（1）：2015年

### 個人
- 2015年歐洲U-21足球錦標賽最佳陣容：2015年[19]
- Fotbollsgalan（英语：Fotbollsgalan）瑞典年度最佳後衛：2016年[29]
- 歐洲冠軍聯賽最佳進步陣容：2016年[30]

## 外部連結
- Benfica official profile （页面存档备份，存于） （葡萄牙文）
- 維克托·林德洛夫於ForaDeJogo的個人資料
- Profile at SvFF （页面存档备份，存于）
- Soccerway資料庫：維克托·林德洛夫
- 維克托·林德洛夫－UEFA國際賽競賽紀錄
- 維克托·林德洛夫在 National-Football-Teams.com 上的出场纪录